# The White Chamber
The White Chamber es un videojuego de terror y ciencia ficción creado por Studio Trophis utilizando Wintermute Engine. Originalmente diseñado como un proyecto universitario, se amplió a un juego y se lanzó para Windows como descagar gratuita en 2005.

## Juego
El jugador controla a una chica que despierta en un ataúd en una habitación oscura. No tiene recuerdos de como llegó allí, y abre la ventana para revelar que está en el espacio. El jugador debe resolver los puzles y moverse de habitación a habitación, reconstruyendo lo que le pasó a la tripulación de la estación.

## Recepción
The White Chamber ha recibido una reacción crítica muy positiva. The New York Times lo describió como "espeluznante e intrigante, con puzzles lógicos y giros sorprendentes en la historia, Chamber es un juego de garaje de primer nivel". La revista The Inventory lo llamó "Un videojuego de horror y suspenso realmente en un estilo anime maravillosamente elaborado. Todo en este juego es un paseo maravilloso por primera vez en Studio Trophis."
IndieGames.com lo incluyó en la lista de los juegos de aventuras del 2006.